# アスカ・タケイ
アスカ タケイ（ASUKA TAKEI）、は日本のヘアメイクアーティスト。

## 来歴・人物
2005年都内有名美容室にてカラースペシャリストとして勤務。2010年フリーランスヘアメイクとして独立し、その後は広告、TV、舞台、weddingなど、多岐にわたるジャンルで活動。ナチュラル系の他、アート感を重視したスタイルなど、幅広くクリエイトするのが特徴。参加作品は国内外の展示会やマガジンに掲載されている。

## 参加作品

### CM
- JRA / 2015-2016
- 恵命堂 / 2015
- セガトイズ / 2016
- P.S.FA ×アディダス / 動けるスーツ篇 / 2016
- ホットペッパービューティー / 2016
- 俺の夢 / 2017
- HAKUTO × SUZUKI/Promotional Movie / 2017
- 大塚製薬 / 2017
- 三井住友銀行 / 2017
- クロレッツ / 2017
- UNIQULO / 2017
- WOWOW / V6 真夏の祭典 / 2017
- 大塚製薬 / 2018
- ヤマサ 鮮度の一滴 / 2018
- まんが王国 / 2018
- ポケモンカード / 2018
- よなよなエール / 2018
- BANANA REPABULIC / 2018
- PLST / 2018 AW
- ヤクルト / 2018
- フロマキー / 2018
- サンモトヤマ / 2019
- ハウス食品 / 2019
- あいおい生命 / 2019
- 全労済 / 2019

### MV
- BEAST / ONE / 2016
- GReeeeN / eeeeveryday / 2016
- THE ORAL CIGARETTES / Shala La / 2017
- B1A4 / 好きだからしょうがない / 2017
- Mrs.GREEN APPLE / 鯨の唄 / 2017
- 天才バンド / 僕らのLove song / 2017
- bonobos / Gospel In Terminal / 2017
- THE ORAL CIGARETTES / BLACK MEMORY / 2017
- 郷ひろみ / 恋はシュミシュミ / 2018
- Ivy to Fraudulent Game / 革命 / 2018
- KANA-BOON / 桜の詩 / 2018
- KANA-BOON / さくらのうた / 2018
- 林部智史 / 恋衣 / 2018
- Mrs.GREEN APPLE / PARTY / 2018
- 奇妙礼太郎 / エロい関係 / 2018
- PELICAN FAN CLUB / ハイネ / 2018
- THE BEAT GARDEN / そんな日々が続いていくこと / 2018
- ももいろクローバーZ / GODSPEED / 2018
- Mrs.GREEN APPLE / 僕のこと / 2019
- The Birthday / BABY BABY / 2019
- Mrs.GREEN APPLE / ロマンチシズム / 2019
- Mrs.GREEN APPLE / How to / 2019
- bonobos / アルペジオ / 2019
- Awich × August08 / 2019
- 山猿 / 歯ブラシは二つ / 2019
- SUPER★DRAGON / 2019

2021
- Siip / 2 / 2021
- Siip / Panspermia / 2021

### Adverting
- Water bobble japan / 2012
- 新百合ヶ丘ハウジングギャラリー / 2012
- マイナビ / 美容のイロハ / 2014
- ユニ・チャーム / 超快適マスク / 2014
- KOSE / CCクリーム / 2015
- ビオレ / 泡ハンドソープ / 2015
- TAKAQ renoma FEMME / 2015
- h&s / 2015
- NGO ワールドビジョンジャパン / 2015
- マイナビ Wedding / 2015
- タカラトミー / プリパラ / 2015
- DMM / 2015
- aspiration / 2016
- UNIQULO / mothers day / 2017
- UNIQULO / fathers day / 2017
- アデランス / フォンテーヌ / 2018
- HONDA / 2019
- サンレッドフェスタ / 2019
- GENTLE MONSTER / 2019

### TV
- NHK / あさイチ.歌謡コンサート.SONGS.SPORTS JAPAN.うたコン.シブ5時.スタジオパーク.沼ハマ.政見放送 etc…
- 日本テレビ / PEAPLE MAGNET TV. PON!
- TBS / 音楽の日. 林先生が驚く初耳学!
- フジテレビ / ミュージックフェア
- テレビ東京 / AKBINGO
- BS朝日 / 日本の名曲、人生、歌がある
- QVC
- 濱口女子大学
- AbemaTV / ラップスタァ誕生

### VP
- COTA / head spa technical / 2013
- SANKYO / オートレース・VR 篇 / 2014
- スターツ証券 / 経営篇・承継篇 / 2014
- たいようデンキ / 2015
- ワールドホールディングス / 2015
- 明治安田生命 / 2016
- FUJIFILM / 2016
- 公益社団法人全国宅地建物取引業協会連合会2016
- 兵神装備株式会社 / 2017
- ARGUS / Super Sensing Forum / 2017
- ソフトバンク/ 2017
- docomo / 2017
- 警視庁 / 2019
- wiwiw / 2019

### Magazine.Fashion
- Singapore guardian / feeling vol02.03 / 2011
- INFAMOUS MAGAZINE #03 / 2013
- 産経新聞社 / ソナエ / 2014
- LEON / 2016.2017.2018
- CHUMS / 2017 SS.AW
- VERDY / 2017 AW.2018 SS.AW
- Hair Mode / 2018 Oct.
- IZANGI / 2017 Oct.Nov.Dec
- SNIP STYLE / 2017 Oct.
- Tokyo Fashion Egde / 2018 issue25.issue28.issue29
- Sony Music entertainment / 50周年社史 / 2018
- PHSHA STYLE 2018 vol.3 / Hair&Make up Artist × foto
- VERDY
- Pon’t doro
- CDでーた / 2019.5月号
- Diesel / 2019.5月号

### 映画
- Till Death（Seoul Web Fest 2017受賞、Eurasia国際映画祭2017受賞作品）
- 食人鬼 -Jikininki-
- The Actor and the Model（Formosa国際映画祭 受賞作品）
- いつまでも忘れないよ / 2017
- Deja Vu（2020年公開予定）
- ある一日（2020年公開予定）
- AD-LIVE / 2019
- ぞめきのくに / 2019[1]

### ドラマ
- ディキータマリモット〜オウセンの若者たち〜 / 2018[2]

### 舞台
- red
- 灯篭
- ヴァンパイア騎士
- じょしらく
- おやすみジャック・ザ・リッパー
- SORAは青い（ビジュアル）

### その他
- 東急ハンズ / 「TRICK OR GO TO HANDS」 / 2015
- GAP / ハロウィン / 2015
- ゲームオン Pmang感謝祭 / 2015
- きららフェスタ/ 2016
- XFLAG / 2016
- CP+ / 2016
- KISS EXPO / 2017
- ブラウニーズ社 / 下村陽子氏 / 2017
- POLA × 蔦屋家電 / 2017
- シュワルツコフ / ジェネレーションネクスト / 2017
- モンスターストライク / Halloween Night / 2017
- mokcy / opening ivant / 2017
- レイヤード ストーリーズ ゼロ / 2017
- CP+ / profoto / 2018
- CP+ / profoto / 2019
- ミセス インターナショナル ジャパン/ 2019
- 美・JAPON × 雅叙園Tokyo スペシャルファッションショー / 2019
- XFRAG / モンスターストライク / 2019